# Jiangyang

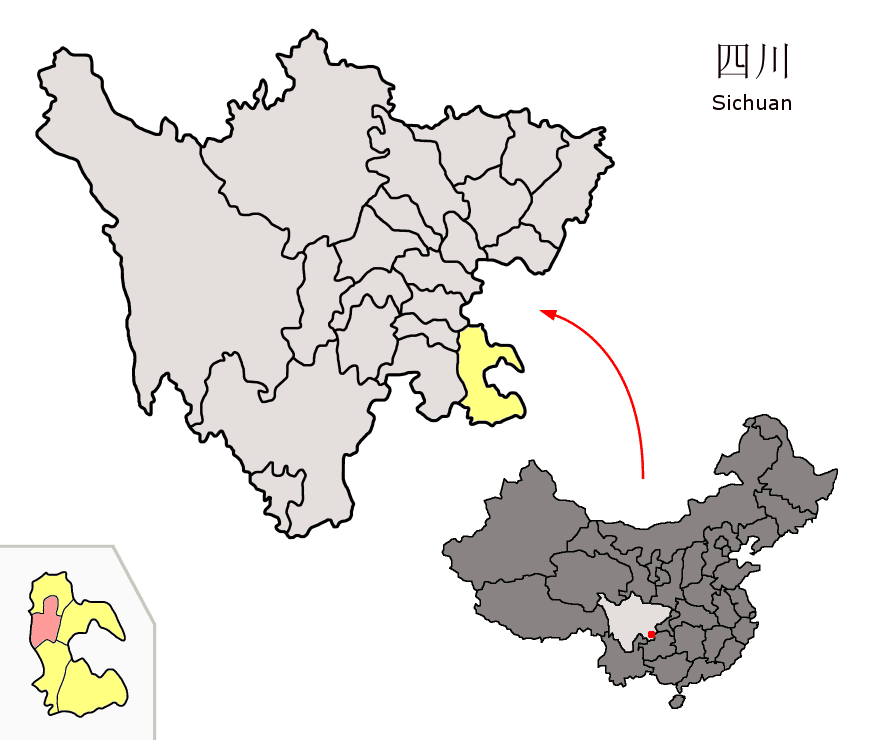
Lage der drei Stadtbezirke von Luzhou (rosa) im Gebiet der bezirksfreien Stadt Luzhou (gelb).

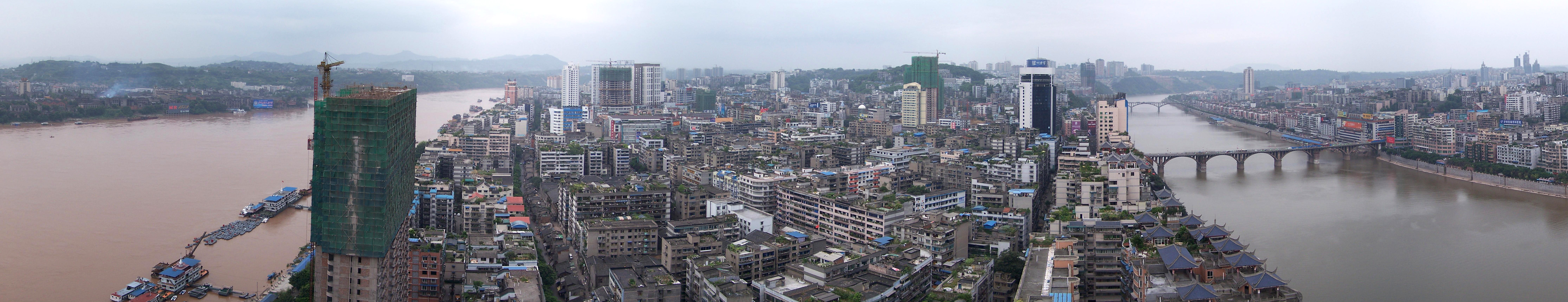
Blick über Jiangyang

Der Stadtbezirk Jiangyang (chinesisch 江阳区, Pinyin Jiāngyáng Qū) ist ein Stadtbezirk in der Provinz Sichuan in der Volksrepublik China. Sie gehört zum Verwaltungsgebiet der bezirksfreien Stadt Luzhou. Die Fläche beträgt 648,7 Quadratkilometer und die Einwohnerzahl 761.576 (Stand: Zensus 2020). Jiangyang ist Hauptort und Regierungssitz von Luzhou. 